# Tauxières-Mutry
Tauxières-Mutry korábbi község Franciaországban, Marne megyében. Lakosainak száma 285 fő (2018. január 1.). Tauxières-Mutry Ville-en-Selve községgel határos.
2016. január 1-jén Louvois korábbi községgel egyesült és az így létrejött Val de Livre új község része lett.

## Népesség
A település népessége az elmúlt években az alábbi módon változott:
| Lakosok száma | 175  | 197  | 200  | 230  | 249  | 266  | 288  | 661  | 291  | 285  |
|               | 1962 | 1968 | 1975 | 1990 | 1999 | 2008 | 2013 | 2016 | 2017 | 2018 |